# Scary Movie 5
Série Scary Movie
Scary Movie 4
(2006) Scary Movie 6
(2026)
Pour plus de détails, voir Fiche technique et Distribution.
Scary Movie 5, ou Film de peur V au Québec, est un film américain réalisé par Malcolm D. Lee, sorti en 2013.
Il est le cinquième film de la saga Scary Movie. Il s'agit du seul film de la franchise sans les protagonistes de la série de films Scary Movie : Cindy Campbell (Anna Faris) et Brenda Meeks (Regina Hall).

## Synopsis
Le jeune couple Jody et Dan retrouve les enfants perdus du frère de Dan après sept ans de recherches, ils emménagent dans leur nouvelle maison dans la banlieue de New York, mais les enfants ont ramené Mama, ce qui posera quelques soucis.

## Fiche technique
Sauf indication contraire, les informations mentionnées dans cette section peuvent être confirmées par les bases de données cinématographiques IMDb et Allociné,  présentes dans la section « Liens externes ».
- Titre original et français : Scary Movie 5
- Titre québécois : Film de peur V[1]
- Réalisation : Malcolm D. Lee
- Scénario : David Zucker et Pat Proft, d'après les personnages créés par Phil Beauman, Jason Friedberg, Buddy Johnson, Aaron Seltzer, Marlon Wayans et Shawn Wayans
- Musique : James L. Venable
  - Orchestration : Tim Borquez, Miles Hankins, Michael Reola, Jermaine Stegall et James L. Venable
  - Montage musical : Tanya Noel Hill
- Direction artistique : Timothy David O'Brien
- Décors : Clark Hunter
- Costumes : Keith G. Lewis
- Maquillage : Deborah La Mia Denaver
- Coiffure : Kelly Muldoon
- Photographie : Steven Douglas Smith
- Son : Jason Brennan, Richard Kitting, Myron Nettinga
- Montage : Sam Seig
- Production : Phil Dornfeld et David Zucker
  - Production déléguée : Brian Bell, Matthew Signer, Bob Weinstein et Harvey Weinstein
  - Coproduction : Mike Wagstaffe
- Sociétés de production : Brad Grey Pictures et DZE, présenté par Dimension Films
- Sociétés de distribution : The Weinstein Company (États-Unis) ; Entertainment One (Canada) ; M6 Vidéo (France, DVD)
- Budget : 20 millions de $[2]
- Pays de production :  États-Unis
- Langues originales : anglais, espagnol, latin
- Format : couleur - 35 mm - 1,85:1 (Panavision) - son Dolby Digital
- Genre : comédie parodique horrifique
- Durée : 86 minutes ; 88 minutes (version non censurée)
- Dates de sortie[3] :
  - États-Unis, Québec : 12 avril 2013[1]
  - Belgique : 5 juin 2013[4]
  - France : 24 juin 2016 en DVD[5]
- Classification :
  - États-Unis : accord parental recommandé, film déconseillé aux moins de 13 ans (PG-13 - Parents Strongly Cautioned)[N 1]
  - France : déconseillé aux moins de 12 ans[6]
  - Belgique : tous publics (Alle Leeftijden)[4]
  - Québec : 13 ans et plus (13+ / 13 years and over)[1]

## Distribution
- Ashley Tisdale (VQ : Stéfanie Dolan) : Jody Sanders
- Simon Rex (VQ : Jean-François Beaupré) : Dan Sanders
- Lindsay Lohan (VQ : Kim Jalabert) : elle-même
- Charlie Sheen (VQ : Daniel Picard) : lui-même
- Ben Cornish (VQ : Patrice Dubois) : Dom Kolb
- Jerry O'Connell (VQ : François Godin)  : Christian Grey
- Heather Locklear : Barbara Morgan, la mère de Jody
- Molly Shannon (VQ : Élise Bertrand) : Heather Daltry
- Lidia Porto (VQ : Viviane Pacal) : Maria
- Jasmine Guy : la mère de Kendra
- Gracie Whitton (VQ : Catherine Préfontaine) : Kathy
- Ava Kolker : Lily
- Erica Ash (VQ : Camille Cyr-Desmarais) : Kendra Brooks
- J. P. Manoux (VQ : François Sasseville) : Pierre
- Marisa Saks : Amy
- Mike Tyson : lui-même
- Snoop Dogg (VQ : Alexandre Fortin) : Ja'Marcus
- Mac Miller (VQ : Gabriel Lessard) : DeAndre
- Lil Duval : lui-même
- Damien Crosse : lui-même
- Katt Williams (VQ : Louis-Philippe Dandenault) : le prêtre
- Terry Crews (VQ : Widemir Normil) : Martin
- Sarah Hyland (VQ : Laetitia Isambert-Denis) : Mya
- Tyler Posey (VQ : Kevin Houle) : David
- Katrina Bowden (VQ : Marie-Claude Hénault) : Natalie
- Bow Wow (VQ : Frédéric Millaire-Zouvi) : Eric
- Christine Taylor
- Kate Walsh : Mal
- Kendra Wilkinson : l'esclave de Christian Grey
- Usher : le concierge
- Audrina Patridge
- David Zucker : un fan des Packer

Source et légende : version québécoise (VQ) sur Doublage.qc.ca

## Origine et production

### Attribution des rôles
Anna Faris , qui a joué dans les précédents films de la franchise, a confirmé qu'elle ne reviendrait pas pour le cinquième film.  La participation de Tisdale dans le film a été confirmée en juin 2012.
Lohan et Sheen ont rejoint le casting en août 2012. Terry Crews a rejoint le casting le 14 août 2012.
Les seuls acteurs des précédents volets à apparaître dans ce film sont Sheen, [ 27 ] Rex, Shannon et Hammond. Ils n'interprètent pas leurs personnages originaux, Sheen joue son propre rôle, Rex joue Dan, Shannon joue Heather et Hammond joue un médecin.

### Tournage
Le film est réalisé par Malcolm D. Lee et coécrit et coproduit par David Zucker, qui a déjà réalisé Scary Movie 3 (2003) et Scary Movie 4 (2006). Le film a été tourné à Atlanta, dans l'État de Géorgie.

## Musique

### Bande originale
Une bande originale des chansons présentes dans le film est sortie le 23 avril 2013 via le label Lakeshore Records.
| Liste des titres | Liste des titres             | Liste des titres             | Liste des titres | Liste des titres | Liste des titres | Liste des titres | Liste des titres | Liste des titres | Liste des titres |
| No               | Titre                        | Interprète(s)                | Durée            |                  |                  |                  |                  |                  |                  |
| ---------------- | ---------------------------- | ---------------------------- | ---------------- | ---------------- | ---------------- | ---------------- | ---------------- | ---------------- | ---------------- |
| 1.               | Werk Me                      | Hyper Crush                  | 3:50             |                  |                  |                  |                  |                  |                  |
| 2.               | Way Out Willie               | Dug                          | 2:19             |                  |                  |                  |                  |                  |                  |
| 3.               | I Want Her                   | Blind Truth & Georgia Harris | 3:04             |                  |                  |                  |                  |                  |                  |
| 4.               | How You Girlz Git Down       | Marcus Latief Scott          | 3:40             |                  |                  |                  |                  |                  |                  |
| 5.               | Everybody Feel It            | Hit Feeling Productions      | 3:22             |                  |                  |                  |                  |                  |                  |
| 6.               | Electricity                  | John Costello                | 1:47             |                  |                  |                  |                  |                  |                  |
| 7.               | Lakme – Flower Duet          | Apollo Symphony Orchestra    | 3:28             |                  |                  |                  |                  |                  |                  |
| 8.               | Thunder                      | The League                   | 4:15             |                  |                  |                  |                  |                  |                  |
| 9.               | Pimp Cup                     | Tarik NuClothes              | 2:12             |                  |                  |                  |                  |                  |                  |
| 10.              | Right There                  | Bellringer                   | 3:35             |                  |                  |                  |                  |                  |                  |
| 11.              | Livin’ Loud                  | D.J. FiFi                    | 3:33             |                  |                  |                  |                  |                  |                  |
| 12.              | Swan Lake (Waltz Of Flowers) | Yuri Botnari                 | 2:59             |                  |                  |                  |                  |                  |                  |
| 13.              | Somewhere In This World      | Pete Peterkin                | 3:15             |                  |                  |                  |                  |                  |                  |
| 14.              | Ready For War                | MicLordz and Sauce Funky     | 3:14             |                  |                  |                  |                  |                  |                  |
| 44:34            |                              |                              |                  |                  |                  |                  |                  |                  |                  |

### Bande originale composée
James L. Venable compose la musique originale du film. Il avait réalisé celle de Scary Movie 3 et 4.
Toute la musique est composée par James L. Venable.
| 1.  | Attacked, Possessed and Out to the Woods | 1:31 |
| 2.  | Finding the Cabin and Driving Home       | 0:55 |
| 3.  | Primates Attack and Lab Intro            | 2:14 |
| 4.  | Meet the Kids, Who Is She?               | 2:13 |
| 5.  | To the Ballet                            | 1:30 |
| 6.  | A Scare, a Pan and Some Hot Breath       | 1:32 |
| 7.  | Cameras Up!                              | 1:14 |
| 8.  | Don’t Go in the Closet…or the Bathroom!  | 2:16 |
| 9.  | Perhaps We Should Try a Psychic          | 3:00 |
| 10. | Dreams within Dreams                     | 1:23 |
| 11. | The Red Room                             | 0:55 |
| 12. | The Video Chat                           | 0:33 |
| 13. | Nighttime in the House                   | 0:42 |
| 14. | The Evil Book                            | 1:36 |
| 15. | Caesar and the Baby                      | 0:47 |
| 16. | A Vision, an Empty House and Great Pie   | 1:17 |
| 17. | Don’t Mess With the Hair!                | 1:40 |
| 18. | The Grand Finale                         | 2:20 |
| 19. | Hugs on a Cliff, You’re a Swan!          | 0:51 |
| 20. | The Final Triumph                        | 0:36 |

## Sortie et accueil

### Box-office
Scary Movie 5 a rapporté 32 millions de dollars en Amérique du Nord et 46,4 millions de dollars dans d'autres pays, pour un total mondial de 78,4 millions de dollars.  En Amérique du Nord, le film s'est classé deuxième lors de son premier week-end avec 14,2 millions de dollars, derrière 42 , ce qui en fait le week-end d'ouverture le moins rentable pour un film de la franchise Scary Movie.
On s'attendait à ce qu'il rapporte environ la moitié de ses prédécesseurs, soit environ 17 millions de dollars lors de son premier week-end.  Le film a plutôt bien résisté lors de son deuxième week-end, glissant de deux places à la 4e place avec une estimation de 6 296 000 $.  Lors de son troisième week-end, le film a chuté de 43,8 % à la 7e place, avec une estimation de 3 457 000 $. Le film a conservé une place dans le top 10 pour le quatrième week-end consécutif, tombant à la 9e place avec un revenu brut de 1 441 360 $. Scary Movie 5 est tombé à la 13e place lors de son cinquième week-end, avec un revenu brut de 675 942 $, et a glissé à la 15e place lors de son sixième week-end avec 420 253 $.

### Réponse critique
Scary Movie 5 n'a pas été projeté à l'avance pour les critiques.  Le film a reçu des critiques négatives de la part des critiques. Sur Rotten Tomatoes , le film a un score de 4% basé sur 52 critiques et une note moyenne de 2,29 sur 10. Le consensus du site indique : « Juvénile même selon les standards des films d'horreur , ce cinquième volet offre des gags de culture pop obsolètes qui génèrent peu de rires. »  Sur Metacritic , le film a un score de 11 sur 100 basé sur 16 critiques, indiquant une « aversion écrasante ».  Le public interrogé par CinemaScore a donné au film une note « C− » sur une échelle de A+ à F.
IGN a donné au film une note de 1,0 sur 10.  Stephanie Merry du Washington Post a donné au film zéro étoile en déclarant : « Le film est tellement épouvantable que même un fan de cinéma qui a rigolé en regardant The Aristocrats ne ressentirait rien d'autre qu'un profond vide lorsque le générique de fin commencerait à défiler, se demandant si une blague solide n'était pas trop demander à un film qui se présente comme une comédie. » 
Joe Neumaier du New York Daily News a donné une étoile au film en déclarant : « Comme une grande partie de cette série – créée en 2000 par les frères Wayans et réalisée par intermittence par le vétéran d' Airplane ! David Zucker, bien que le nouveau venu Malcolm D. Lee prenne le relais ici – la simple mention d'une figure ou d'un titre familier de la culture pop est censée être hilarante. Ce n'est souvent pas le cas, et en fait, le fait de citer constamment des noms et l'humour grossier deviennent lassants (dans un film qui dure au moins 10 minutes de trop). Heureusement, des gens comme Snoop et de bons sportifs comme Sheen et, oui, Lohan , brisent la monotonie. Jusqu'à ce que, comme une bête morte-vivante, l'ennui et les blagues stupides reviennent en force. »
Rafer Guzman de Newsday a estimé que « même les gens talentueux – la comédienne Katt Williams dans le rôle d'une fausse médium, l'acteur énergique Jerry O'Connell dans une parodie des livres 'Cinquante nuances de Grey' – se font mâcher et recracher par cette machine anti-rire implacable. Scary Movie 5 n'a même pas l'imagination nécessaire pour une blague dégoûtante qui en vaille la peine. Quand le mieux que vous puissiez offrir est une brosse à dents pleine de caca, il est temps de plier bagage. »  Darren Franich d' Entertainment Weekly a déclaré : « Sorti en salles sept ans après le dernier Scary Movie , le nouveau film ne présente même pas la présence réconfortante d'Anna Faris, qui a donné aux films précédents une certaine grâce parodique. À sa place se trouve Ashley Tisdale, réfugiée de High School Musical , le visage figé dans un roulement des yeux d'irritation légère. Qui peut la blâmer ? Le film saute entre des riffs trop tardifs sur La Planète des singes , Inception , Insidious et Black Swan . D'une durée de 86 minutes, il est à peu près aussi long qu'un épisode de Saturday Night Live , sauf qu'il y a moins de rires et une narration moins bonne. »  Frank Scheck du Hollywood Reporter a déclaré : « Le désespoir des cinéastes est évident dans le fait qu'une bonne partie du film est consacrée à parodier le récent film de Jessica Chastain , Mama . Bien que ce film ait été un succès surprise , il ne semble guère assez mémorable pour justifier un traitement aussi soutenu, et les bénéfices comiques sont en effet nuls. »
Le film a remporté trois nominations aux 34e Golden Raspberry Awards , notamment celle de la pire actrice dans un second rôle pour Lindsay Lohan, celle du pire duo d'écran pour Lohan et Charlie Sheen et celle du pire préquelle, remake, plagiat ou suite.
Le réalisateur Malcolm D. Lee a été très critique à l'égard du film : « C'était tout simplement un mauvais film. Croyez-moi. Ne vous embêtez pas à aller voir ce film. Ni à le louer, ni à rien. Il ne vaut pas la peine d'y consacrer du temps ».

## Nominations
Source : Internet Movie Database et Allociné
2013
- Golden Schmoes Awards : pire film de l'année
- [[7e cérémonie des Houston Film Critics Society Awards|Houston Film Critics Society Awards]] : pire film

2014
- Razzie Awards :
  - Pire préquelle, remake, plagiat ou suite
  - Pire second rôle féminin pour Lindsay Lohan
  - Pire combinaison à l’écran pour Lindsay Lohan et Charlie Sheen

## Éditions en vidéo
- En France, le film Scary Movie 5 est sorti en DVD et VOD le 24 juin 2016[5].
- Au Québec, il est sorti en DVD le 20 août 2013[1].

## Clins d’œil et références
Le film parodie les films suivants :
- Paranormal Activity 2 à 4 : les caméras dans la maison pour filmer les apparitions, l'esprit qui hante cette maison et le robot dans la piscine, le tchat avec webcam pendant que les lumières clignotent ;
- Projet X : le robot de la piscine organise une pool party ;
- Black Swan : la mère de Jody était danseuse comme celle de Nina, Jody va danser habillée et coiffée comme Nina, le chorégraphe reprend le rôle de Vincent Cassel, Jody a une place dans le ballet car une ballerine plus vieille le quitte, Jody se retrouve en compétition avec une ballerine plus sensuelle, les deux ballerines vont en boîte de nuit et Kendra apprend à Jody à se lâcher ;
- Mama : l'histoire principale reprend le synopsis du film : des enfants disparues, puis retrouvées, vont vivre avec leur oncle et leur tante, mais un esprit les a suivi(e)s ;
- Evil Dead et Evil Dead 3 : Kathy révèle dans son rêve que Mama a ouvert et lu le livre du mal dans une cabane dans les bois, Jody et Kendra vont dans cette cabane ; la langue coupée en deux ; les mêmes scènes qu'Evil Dead dans la cabane. Dans Evil Dead 3 : L'Armée des ténèbres, la formule à prononcer pour invoquer le Necronomicon est Klaatu Barada Nikto, comme le mot de passe que Helen doit dire au robot Gort dans Le Jour où la Terre s'arrêta (The Day the Earth Stood Still). Dans Scary Movie 5, la formule est Gort Klaatu Barada Nikto, qui était une référence à Evil Dead 3 et au film Le Jour où la Terre s'arrêta, elle a été aussi utilisée dans Mon oncle Charlie, quand Alan est somnambule et que Charlie va le mettre au lit ;
- La Couleur des sentiments : Dan reçoit plusieurs plats composés des excréments de leur bonne ;
- Sinister : une ombre dans la piscine, ainsi que la fille sortant retournée du carton, faisant référence à Honey Boo Boo, et la tondeuse à gazon qui écrase Dan.
- La Planète des singes : Les Origines : Dan travaille dans un laboratoire travaillant sur les singes pour tester un produit censé rendre plus intelligent (un des singes s'appelle César) ;
- Inception : Jody souhaite connaître les rêves des fillettes, elle fait donc appel à un extracteur (sosie de Leonardo DiCaprio) ;
- Cinquante nuances de Grey : dans le rêve avec l'extracteur, Christian Grey et sa chambre rouge ;
- Stuart Little : la voiture rouge lorsque Jody et Kendra se rendent dans la cabane dans les bois ;
- Destination finale : Une danseuse se fait écraser par un bus ;
- Here Comes Honey Boo Boo : En sortant de la boîte, une des fillettes chante le générique de l'émission ;
- Ted : l'ours en peluche qui a des relations sexuelles avec Jody ;
- Titanic : un homme fait un cunnilingus à Jody et crie « Je suis le roi du monde ! » ;
- Insidious : le médium avec son masque, Mama qui apparaît derrière Dan lorsqu'il parle avec les filles ;
- La Passion du Christ : Maria, la domestique, porte une grande croix ;
- Sexy Dance : le concierge qui danse dans une école de danse classique ;
- Supernatural : Bobby Singer dans le lit au début du film ;
- Stuart Little : la voiture rouge miniature ;
- La Cabane dans les bois : Ja'Marcus et DeAndre cherchent un nom de film avec une « cabane dans les bois » ;
- 127 heures : référence sur une affiche présentant une ballerine amputée du bras gauche et avec le titre 127 Hours: The Ballet ;
- The Call : l'appel au 911 ;
- Les Valeurs de la famille Addams : dans un rêve avec l'extracteur, les deux enfants avec des cheveux ;
- Le Fils du Mask : lorsque Mama veut emmener les enfants à la falaise et que Jody attire la petite fille aînée avec des jouets ;
- Chucky : dans la bande-annonce en VOST (version originale sous-titrée), les sous-titres font référence à la phrase récurrente que dit Chucky dans le corps des poupées Brave Gars : « Je suis Chucky. Tu veux jouer avec moi ? », tandis qu'en anglais la phrase est : « A dollar makes me holler, Honey Boo Boo chaaa » (« Un dollar me fait brailler »).

Références aux précédents Scary Movies :
- Scary Movie : le panneau « Good / Evil » rappelle celui auquel est soumise Carmen Electra au début du film ;
- Scary Movie 2 : lorsque Lindsay Lohan est possédée, elle ressemble à la femme possédée de la maison hantée ;
- Scary Movie 3 : Mama a la même apparence que Tabitha ;
  - Jody et Kendra sont amies et ont le même caractère que Cindy et Brenda et la fin de leurs prénoms se prononcent de la même façon ;
- Scary Movie 3 et Scary Movie 4 : Charlie Sheen et Simon Rex sont frères (Charlie et Dan Sheen) à l'instar de Tom et George Logan dans le troisième et quatrième film